# Vin pelin
Vinul pelin este un vin condimentat cu pelin.

## Scurt istoric
Condimentarea vinului se pare are de asemenea un istoric lung și se datorează încercărilor de a face băubil vinul care s-a stricat sau oțetit. Până la perioada de ascendență a imperiului roman, vinul se păstra și se transporta în vase speciale de lut de tip amforă, sigilate la gură cu un clei pe bază de rășină de brad. Acest proces, deși nu eficient pentru spațiul și materialul utilizate făcea ca vasul să fie foarte bine sigilat și proteja vinul de contactul cu aerul pe perioade îndelungate. Vinul căpăta un gust de rășină de brad care este și astăzi la mare căutare în Grecia în vinurile de tip "Retsina" (în greacă Ρετσίνα).
Romanii au făcut procesul de păstrare și transport mult mai eficient prin introducerea butoiului de lemn, un vas mult mai mare și din material mai ieftin - lemnul. Butoiul în schimb este mai greu de etanșat și prin urmare vinul se strică mai repede. Acest vin se poate salva dacă se amestecă cu diverse condimente care maschează mirosul și gustul neplăcut. Cea mai reușită rețetă folosește amăreala pelinului și creează o băutură chiar plăcută la gust.
Pelinul românesc sau vinul pelin nu are nimic a face cu vermutul italienesc sau absintul. Rețetele diferă de la o podgorie la alta iar rezultatul este un vin ușor și aromat de primăvară. Radu Anton Roman a publicat în cartea sa „Bucate Vinuri și Obiceiuri Românești” câteva rețete pentru pregătirea acestuia dar și alte informații despre pelin.